# Lieke Hammink
Lieke Hammink (Rijssen, 12 augustus 2001) is een Nederlandse actrice, influencer, presentatrice en filmmaker. 
Ze werd bekend door het maken van TikTok-video's onder de naam Lieke Hams. Rond dezelfde tijd werd zij gecast als Gioia Kramer in SpangaS: De Campus, waar zij van 2020 tot 2022 in te zien is.
Naast acteren, werkt Hammink als regisseur en socialmedia-expert mee aan de eerste scifi TikTokserie, Outer Space (2022).

## Filmografie
- The Passion 2023 (2023, discipel)
- SpangaS: De Campus (2020-2022, hoofdrol)
- Jeugdjournaal (2022, gast)
- KAAS (2019, hoofdrol)
- Brugklas (2018, bijrol)
- Rebellie (2017, bijrol)
- Politie commercial (2019, bijrol)
- Wellant Live[2] (2020, presentatrice)

## Prijzen en nominaties
- Kunstbende winnaar 3e prijs theater
- Kunstbende winnaar 3e prijs film
- Zapp awards genomineerd (2020 en 2021)
- The Best Social Awards genomineerd Wellant Live